# خط لوله مدگاز
خط لوله مدگاز (انگلیسی: Medgaz) خط لوله انتقال گاز طبیعی به طول ۷۵۷ کیلومتر است، که از شهر حاسی الرمل، الجزایر آغاز شده و در آلمریا، اسپانیا پایان می‌یابد. ظرفیت انتقال گاز طبیعی این خط لوله روزانه معادل ۲۰ میلیون متر مکعب می‌باشد.